# San Sebastiano Curone
San Sebastiano Curone (piemontiul: San Bastian da Cròu) település Olaszországban, Piemont régióban, Alessandria megyében. Lakosainak száma 536 fő (2023. január 1.). San Sebastiano Curone Brignano-Frascata, Dernice, Gremiasco és Montacuto községekkel határos.

## Népesség
A település lakossága az elmúlt években az alábbi módon változott:
| Lakosok száma | 579  | 576  | 536  |
|               | 2017 | 2018 | 2023 |